# Albania en los Juegos Europeos de Cracovia 2023
Albania participó en los Juegos Europeos de Cracovia 2023 con un equipo de 40 deportistas. Responsable del equipo nacional fue el Comité Olímpico Nacional de Albania.

## Medallistas
El equipo de Albania obtuvo las siguientes medallas:
| Nombre       | Deporte   | Competición         |
| ------------ | --------- | ------------------- |
| Oro          |           |                     |
| Luiza Gega   | Atletismo | 3000 m obstáculos F |
| Alvin Karaqi | Karate    | Kumite –84 kg M     |
| Plata        |           |                     |
| —            |           |                     |
| Bronce       |           |                     |
| —            |           |                     |